# محمد بن الفضل العيوني
الشَّيْخُ الْأَمِيرُ أَبُو سِنَانٍ مُحمَّدُ بْنُ الَفْضَلِ الْعُيُونِيُّ هو ثاني أمراء العيونيين حسب تسلسل حُكام الدّولة العيونيّة للمديرس، أُشتهر بالكرم المفرط على الشُّعراء والمحتاجين.

### فِهرِس المراجع
1. ↑  المديرس (2002)، ص. 214.
2. ↑  الشرعان (2002)، ص. 58.

### بَيانات المراجع
الكُتُب مُرتَّبة حَسب تاريخ النَّشر
- عبد الرحمن بن مديرس المديرس (2002). الدولة العُيُونيَّة في البَحْرَيْن: 469-636هـ/1076-1238م. الرياض: دارة الملك عبد العزيز. ISBN:9960-693-81-3. LCCN:2003346798. OCLC:52358413. OL:20126399M. QID:Q118072568.
- نايف بن عبد الله الشرعان (2002). نُقُود الدَّولة العيُونيَّة في بلاد البحْرين. الرياض: مركز الملك فيصل للبحوث والدراسات الإسلامية. ISBN:9960-726-91-6. LCCN:2003346824. OCLC:52146542. OL:19361341M. QID:Q118247592.